# Nam Sơn, Ba Chẽ
Nam Sơn là một xã thuộc huyện Ba Chẽ, tỉnh Quảng Ninh, Việt Nam.
Xã Nam Sơn có diện tích 83.06 km², dân số năm 1999 là 2489 người, mật độ dân số đạt 30 người/km².